# Rilaena serbica
Rilaena serbica is een hooiwagen uit de familie echte hooiwagens (Phalangiidae).